# KAZA-TV
KAZA-TV é uma emissora de televisão americana com sede em Los Angeles, Califórnia. É afiliada à rede Azteca America e opera nos canais 54 UHF analógico e 49 UHF digital.